# I. Ignác konstantinápolyi pátriárka
I. (Szent) Ignác (ógörögül: Ιγνάτιος, latinul: Ignatius), (798 – 877. október 23.) konstantinápolyi pátriárka 847-től 858-ig, és 867-től haláláig.
A később rövid ideig Bizánc császáraként uralkodó Rhangabé Mihály fiaként született. Mihály utóda, Örmény Leó alatt a képrombolás ellen küzdött, 847-ben pedig Teodóra császárnő támogatásával konstantinápolyi patriárkává nevezték ki. Pátriárkaként keményen ostorozta III. Mikhaél bizánci császár erkölcstelen életmódját. Miután feddései hiábavalóak voltak, kiátkozta az egyházból a zülöttség fő okozójának tartott Bardaszt, aki a császár nagybátyja volt, és többek közt a tulajdon menyével élt tilalmas viszonyban. A sértett Bardasz ezért rávette a császárt, hogy Ignácot száműzze az Adalar szigetcsoporthoz tartozó Terebinthos (Sedefadası) szigetre, a pátriárkai székbe pedig Phótioszt helyeztette. I. Miklós pápa erélyesen kikelt leváltása ellen, de Ignácot csak III. Mihály utóda, I. Baszileiosz bizánci császár helyezte vissza székébe 867-ben. Ignác haláláig, 877-ig a görög egyház élén maradt.